# هيتلاند (بلدية)
هيتلاند (بالإنجليزية: Hetland)‏، وهي بلدية سابقة في مقاطعة روغلاند، النرويج. كانت البلدية قائمة من عام 1838 حتى عام 1965 عندما تم حلها أو إلغائها. شملت البلدية شبه جزيرة ستافنغر والأرض المحيطة بكلا جانبي «جاندسفجورد» (Gandsfjord)، ولكنها ليست المنطقة المحيطة برأس المضيق البحري.
شملت في الأصل الأرض المحيطة بمدينة ستافنغر في بلديات راندابيرج وستافنغر الحالية (بإستثناء مدينة ستافنغر) وجزءًا من بلدية ساندنيس. بلغ عدد سكان البلدية التي تبلغ مساحتها 92 كيلومترًا مربعًا (36 ميلًا مربعًا) 24173 نسمة.